# 킴 클레이스터르스
킴 안토니 로더 클레이스터르스(네덜란드어: Kim Antonie Lode Clijsters, 네덜란드어: ˈkɪm ˈklɛistərs (듣기 (도움말·정보)); 1983년 6월 8일 ~ )은 벨기에 출신의 여자 테니스 선수이다. 그녀는 한때 단식 및 복식에서 모두 세계 랭킹 1위를 기록했었다.
클레이스터르스는 통산 34개의 WTA 단식 타이틀과 11개의 WTA 복식 타이틀을 획득했다. 단식에서는 그랜드 슬램 대회에서 1번 우승했으며(2005년 US 오픈) 2002·2003년 WTA 투어 챔피언십에서 두 해 연속 우승하기도 했다. 복식에서는 2003년 프랑스 오픈과 윔블던 두 그랜드 슬램 대회에서 우승했다. 그 외에도 프랑스 오픈 단식에서 두 번, 그리고 호주 오픈 단식에서 한 번 준우승 하기도 했으며, 윔블던 단식 준결승에 두 번 진출했다.
그녀는 2007년 5월 6일 갑작스러운 은퇴를 발표했으나, 약 2년 후인 2009년 3월 26일에 같은 해 여름 시즌의 미국 및 캐나다 지역 하드 코트 대회를 통해 복귀할 것임을 발표했다. 그녀는 복귀 후 세 번째로 출전한 대회인 2009년 US 오픈 단식에서 우승하면서 그녀의 통산 두 번째 US 오픈 타이틀을 획득했으며, 아울러 US 오픈 사상 최초로 시드 배정 없이 와일드카드로 출전하여 우승까지 한 선수이자 1980년 이본 굴라공 이후로 자녀를 출산한 뒤 메이저 대회에서 우승한 두 번째 여자 선수가 되었다.
2011년 생애 처음으로 호주오픈 우승컵을 들어 올렸다.

## 기록

### 2001년
- 프랑스 오픈 여자 단식 결승에 진출하면서 남녀 선수를 통틀어 오픈 시대 이래 그랜드 슬램 단식 결승에 진출한 최초의 벨기에 선수가 되었다.

### 2003년
- 8월 11일 세계 랭킹 1위를 기록하면서 남녀 선수를 통틀어 세계 랭킹 1위를 달성한 최초의 벨기에 선수가 되었다. 또한 그랜드 슬램 우승 경력 없이 세계 1위를 달성한 최초의 벨기에 선수이기도 했다. 그녀는 복식에서도 랭킹 1위가 되면서 여자 단·복식에서 동시에 세계 랭킹 1위를 기록한 역대 5명의 여자 선수 중 한 명이 되었다(나머지 선수는 마르티나 나브라틸로바, 아란차 산체스 비카리오, 린제이 데이븐포트, 마르티나 힝기스).[4]
- 이해 90승 12패의 단식 성적을 거두었으며, 이것은 1982년 마르티나 나브라틸로바의 기록 이후 최다 승리 기록이었다.[4] 또한 그녀는 1974년 크리스 에버트 이후 한 해에 100회 이상의 단식 경기를 소화한 최초의 여자 선수가 되었다.[4]

### 2005년
- 마이애미 마스터스에서 우승하면서 1995, 1996년 슈테피 그라프의 기록 이후 최초로 파리 마스터스와 마이애미 마스터스를 한 해에 모두 우승한 선수가 되었다. 이 대회에서 클레이스터르스는 시드 2~6번 선수들을 모두 꺾었다.
- US 오픈 시리즈 대회 및 US 오픈에서 우승하면서 그녀는 220만 달러의 상금을 획득했으며, 이는 전 세계 여자 스포츠 선수들 중 최고 상금액이었다. 당시 북미 지역 하드 코트 대회에서 그녀는 36승 1패를 기록했다.
- 8월부터 10월까지 22연승을 기록했다. 이 기간 중 그녀는 JP모건 체이스 오픈, 로저스 컵, 포르티스 챔피언십 그리고 US 오픈에서 우승했다.

### 2006년
- 2005년 3월 세계 랭킹 134위였던 그녀는 2006년 시즌 초 호주 오픈 우승으로 10개월만에 세계 랭킹 1위에 복귀하였고, 이것은 여자 테니스 사상 가장 빠른 랭킹 상승 기록이었다.

### 2009년
- 은퇴 후 복귀하여 처음 출전한 그랜드 슬램 대회인 US 오픈에서 우승하면서, 시드 배정 없이 그랜드 슬램 대회에서 우승한 세 번째 선수이자 랭킹 없이 그랜드 슬램 대회에서 우승한 최초의 선수가 되었다. 또한 이본 굴라공 콜리의 1980년 윔블던 우승 이후 자녀가 있는 어머니로서 그랜드 슬램에서 우승한 최초의 선수가 되었다. US 오픈 결승에서 그녀는 카롤리네 보스니아키를 7-5, 6-3으로 꺾었다.
- 복귀하면서 그녀가 기록한 첫 WTA 랭킹은 19위였으며, 이것은 WTA 역사상 가장 높은 데뷔 랭킹이었다.

### 2010년
- us 오픈에서 우승하면서, 2009년에 이어 연속 winner가 되었다.
- WTA Championships에서 Caroline Wozniacki를 이기고 우승을 차지했다.

### 2011년
- 호주 오픈에서 아시아 국적으로는 처음으로 그랜드슬램대회 결승전에 진출한 중국선수 리나를 상대로 2-1로 역전 우승을 하였다.

## 같이 보기
- 역대 WTA 랭킹 1위 테니스 선수 목록